# Warszawagruppen
Warszawagruppen (äv. Warszawaskolan el. Lwów-Warszawa-gruppen) var en grupp av polska filosofer och logiker som verkade i mellankrigstidens Warszawa. Grundaren Stanisław Leśniewski och de andra ledande gestalterna i gruppen, Kazimierz Ajdukiewicz, Jan Łukasiewicz och Tadeusz Kotarbińsky var påverkade av positivismen men lade fokus på formell logik och matematikens filosofi. Skolan har haft stor betydelse för senare filosofi, inte minst genom den yngre medlemmen Alfred Tarskis arbeten.